# Шкуматове
Шкуматове́ — село в Україні, в Роменському районі Сумської області. Населення становить 36 осіб. Входить до складу Хмелівської сільської громади. До 2020 року орган місцевого самоврядування — Хустянська сільська рада.

## Географія
Село Шкуматове розташоване на відстані 3 км від сіл Малієв (село ліквідоване у 1988 р.), Хустянка, Ярове та Сміле.
По селу тече струмок, що пересихає із загатою.
Поруч пролягає автомобільний шлях Т 1916.

## Історія
- Село постраждало внаслідок геноциду українського народу, проведеного урядом СРСР 1932—1933 та 1946–1947 роках, встановлено смерті 14 людей[1].
- 12 червня 2020 року, відповідно до розпорядження Кабінету Міністрів України № 723-р «Про визначення адміністративних центрів та затвердження територій територіальних громад Сумської області», село увійшло до складу Хмелівської сільської громади[2].
- 19 липня 2020 року, в результаті адміністративно-територіальної реформи та ліквідації Буринського району, громада увійшла до складу новоутвореного Роменського району[3].